# 博文寺
博文寺（はくぶんじ）は、朝鮮の京畿道京城府に存在した曹洞宗の仏教寺院。

## 概要
1932年（昭和7年）10月26日に奨忠壇公園に建立された。寺院名の由来は伊藤博文で、伊藤の菩提を弔うべくされた。山号の「春畝」も伊藤の号である。
提唱者は、朝鮮総督府の児玉秀雄政務総監で、児玉は統監府時代に伊藤初代統監の秘書官を務めたことがあった。児玉は政務総監に就任すると、伊藤博文追悼を祈念する寺院を造る募金運動を起こして、建立を実現した。伊藤博文は生前に永平寺64世森田悟由禅師に帰依していたので、宗派は曹洞宗とされた。住職も永平寺から招かれることになり、初代住職は鈴木天山（永平寺69世）、次代は上野舜頴(舜穎)であった。
博文寺は、官幣大社朝鮮神宮の設計にも関与した伊東忠太（東京大学教授）による設計で、鉄筋コンクリート・二階建て鎌倉時代の禅宗様を模した、近代と中世とを折衷した建築物であった。正門は慶熙宮の興化門が移築された。
伊藤の勲功を追悼する巨大な石碑も設けられており、日本の曹洞宗の朝鮮支部的な寺院というよりは、伊藤博文の功績を顕彰する施設という性格が強かった。
伊藤博文を射殺した安重根の息子の安俊生が1939年10月15日にこの寺を訪問し、伊藤に対して焼香したことが伝えられている。また俊生は、安重根の追善供養も行ったため、同寺がキリスト教徒の安の菩提寺にもなっていた。なお安の娘（俊生の姉）安賢生も1941年3月に夫（黄一清）と共に博文寺を参拝している。
独立後、京城府が管理する公有地内に立っていた博文寺は、各宗教団体が引き継いだ他の神社とは違う処理がなされて、隣にあった恵化専門学校の学生寮として使われることになったが、米軍に摂取されて学生は他の宿舎に移った。翌年、奨忠壇公園に安重根像を立てる運動があり、博文寺の公園に含めるように要求したが実現しなかった。恵化専門学校は東国大学校となり、博文寺は再び同大学の学生寮の敷地となった。米軍は敷地の土地所有権を日本寺院処理問題委員会に一任したが、1960年代に朴正煕政権の迎賓館が建てられるまで、帰属がはっきりしなかった。迎賓館はその後に建て替えられ、現在は新羅ホテルがある。このために韓国内での博文寺の知名度は低い。興化門と庫裏は現存し、移築された興化門はソウル特別市有形文化財第19号。

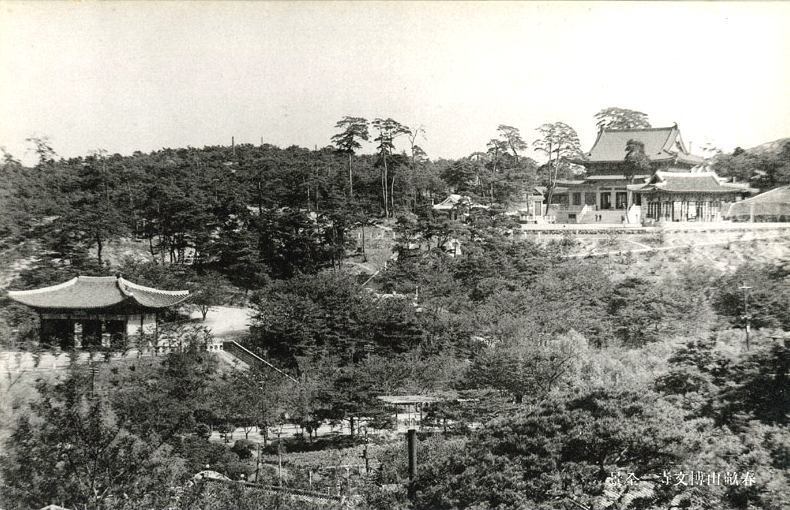
外観
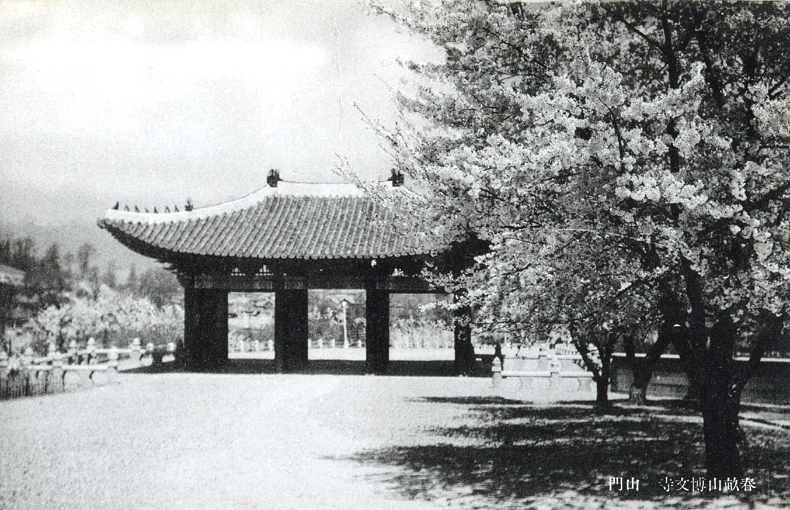
山門（興化門）
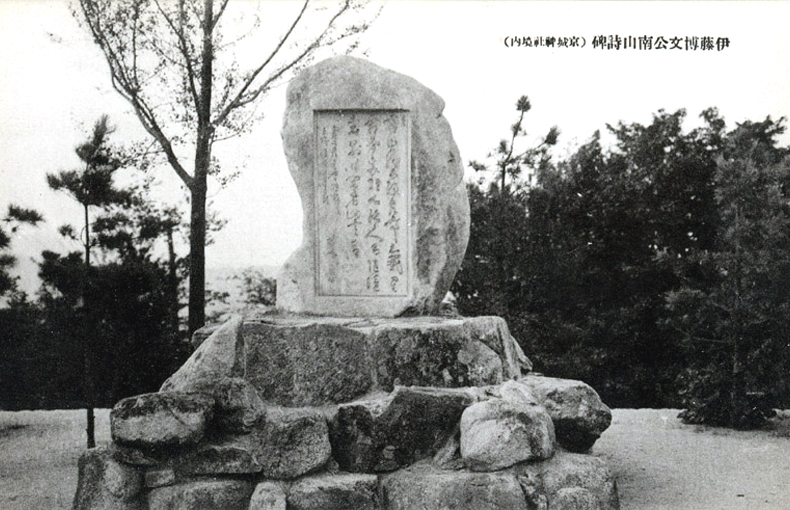
南山詩碑
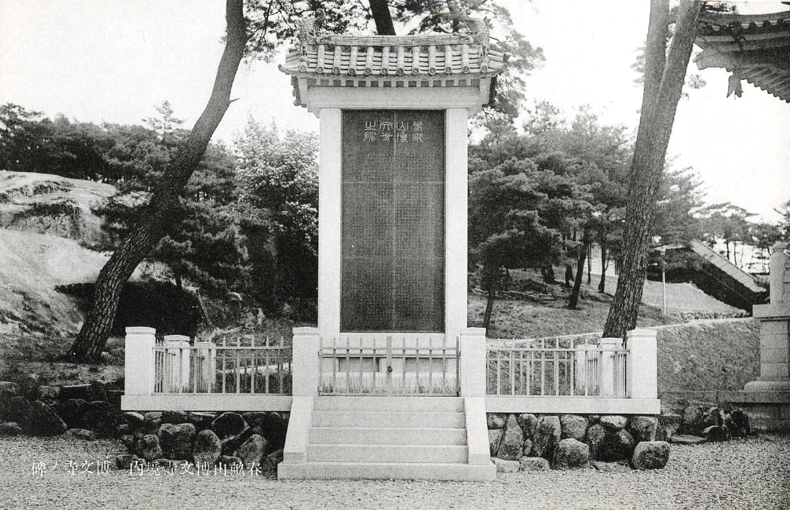
石碑（伊東忠太氏設計）
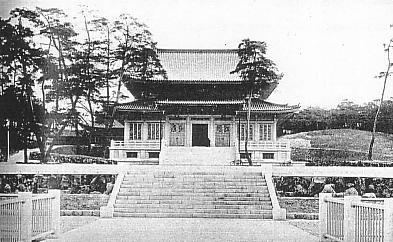
本堂正面より
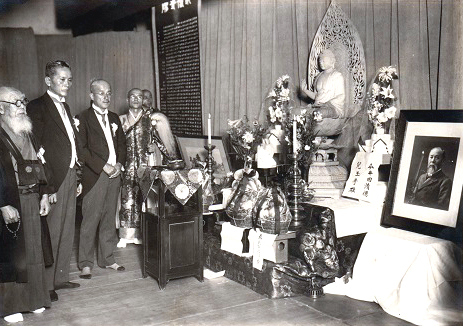
高村光雲作の本尊釈迦如来像